# Castillo del Cid (Villel)
El llamado castillo del Cid del municipio turolense de Villel, es una fortaleza cristiana datable en los siglos XII - XIII.

## Historia
Villel y su castillo formaban parte del reino de los Banu-Razín (Albarracín) y fueron conquistados temporalmente por el Cid en 1099 y definitivamente por Alfonso II de Aragón en 1180. En 1187 el rey la cedió en encomienda a la Orden del Hospital de San Redentor y posteriormente, en 1196, pasa al Temple como cabeza de la Encomienda de Villel. Tras la disolución de la Orden del Temple pasa a la de San Juan y entre los que rigieron su encomienda figura Juan Fernández de Heredia (1339) que después sería Gran Maestre de la orden sanjuanista. En 1363 Pedro I de Castilla ocupó esta población en su campaña contra Aragón a pesar de su pertenencia a una orden militar. Ya en el siglo XIX, en 1810 tuvo lugar un combate entre tropas napoleónicas y el guerrillero Villacampa.

## Descripción
Se trata de un castillo de planta irregular, asimilable a un cuadrilátero de 40 por 25 metros, situándose sobre un peñasco que vigila el desfiladero por el que discurre el río Turia. Se pueden reconocer algunas partes de su recinto y en la cúspide se eleva la torre rectangular, ya restaurada, de 8 por 6 metros, con dos plantas y escalera de caracol, cubriéndose las primeras con bóveda de medio cañón; sus muros tienen casi 3 metros de espesor. Su obra es de piedras irregulares con las caras parcialmente enlucidas y puerta de ingreso en arco y situada en altura. Los restos actuales se datan entre los siglos XII y XIII aunque por los relatos sobre el Cid lo más probable es que anterior a este, hubiera un anterior castillo musulmán.

## Catalogación
El Castillo del Cid (Villel) está inscrito en el Registro Aragonés de Bienes de Interés Cultural al estar incluido dentro de la relación de castillos considerados Bienes de Interés Cultural, en virtud de lo dispuesto en la disposición adicional segunda de la Ley 3/1999, de 10 de marzo, del Patrimonio Cultural Aragonés. Este listado fue publicado en el Boletín Oficial de Aragón del día 22 de mayo de 2006.